# San Marcial (Zamora)
San Marcial es una localidad española perteneciente al municipio de El Perdigón de la provincia de Zamora, en la comunidad autónoma de Castilla y León.

## Localización
Se encuentra situada en la zona sur de la provincia de Zamora, en la zona más meridional de la comarca de la Tierra del Vino. Su acceso es facilitado por la carretera ZA-305, popularmente denominada como "calzada de Peñausende". Dista unos 13 km de Zamora, la capital provincial. Por esta pequeña localidad, situada en el "valle del Campeán", trascurre la Cañada Real Vizana o de la Plata, dos ramales de la misma y un cordel con la misma función.

## Historia
Durante la Edad Media la localidad quedó integrada en el Reino de León, siendo repoblada por sus monarcas.
Posteriormente, en la Edad Moderna, San Marcial formó parte del Partido del Vino de la provincia de Zamora, tal y como reflejaba en 1773 Tomás López en Mapa de la Provincia de Zamora. 
Así, al reestructurarse las provincias y crearse las actuales en 1833, la localidad se mantuvo en la provincia zamorana, dentro de la Región Leonesa, integrándose en 1834 en el partido judicial de Zamora.
Finalmente, en 1970, el antiguo municipio de San Marcial se integró en el de El Perdigón.

## Geografía humana

### Demografía
| Gráfica de evolución demográfica de San Marcial entre 1842 y 1960 |
| |
| Población de derecho según los censos de población del INE Población de hecho según los censos de población del INEEntre el censo de 1970 y el anterior, este municipio desaparece porque se integra en el municipio 49151 (Perdigón) |

## Patrimonio

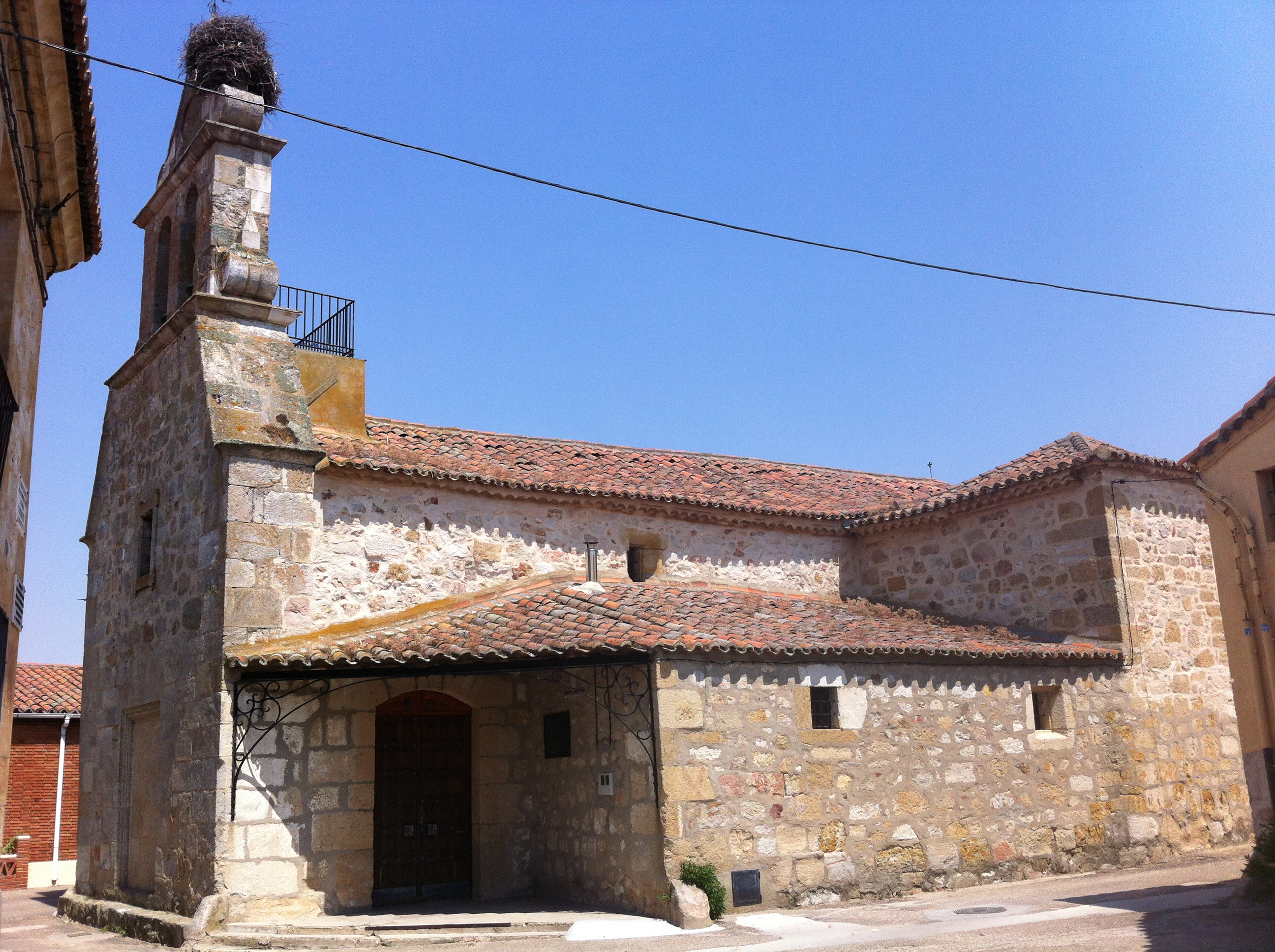
Iglesia de San Marcial
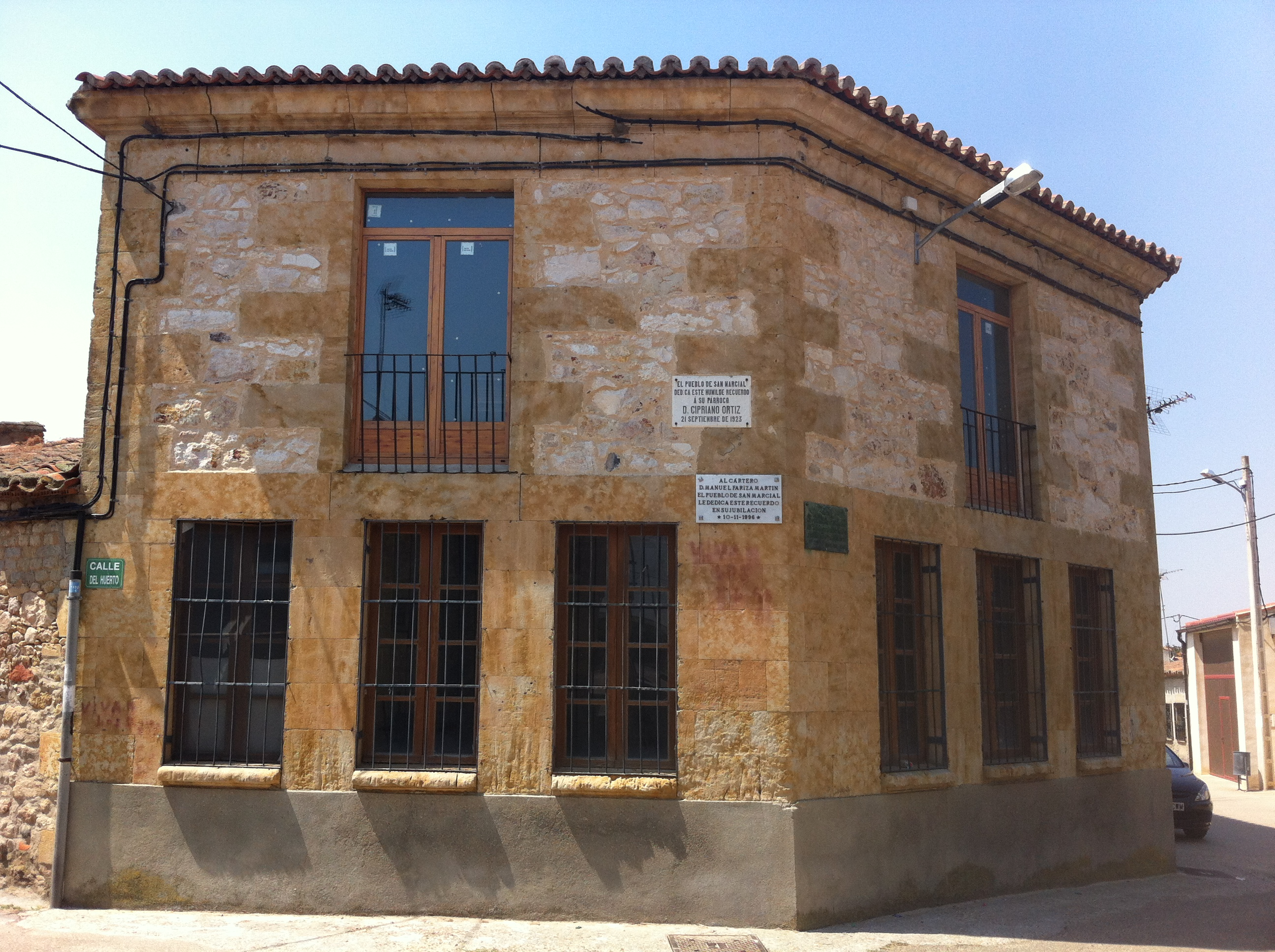
Antiguas escuelas de San Marcial